# Tutti per uno (film 2010)
Tutti per uno (Les Mains en l'air) è un film del 2010 diretto da Romain Goupil.
Il film è stato presentato al Festival di Cannes 2010 ed è stato realizzato per evidenziare i limiti della politica francese in materia di immigrazione clandestina.

## Trama
22 marzo 2067. Milana ormai adulta ritorna con la memoria alle cose successe 60 anni prima. 
Nel 2009, Milana, di origine cecena, frequenta una scuola parigina. I suoi migliori amici sono Blaise sua sorellina Alice, Claudio, Ali e Youssef. Un giorno Youssef viene espulso dato che si tratta di un clandestino. Dopo di lui la stessa cosa potrebbe succedere proprio a lei e magari anche ad altri bambini. Dapprima la bambina viene accolta in casa dalla famiglia di Blaise e Alice ma poi, visto che il pericolo rimane, i bambini decidono di nascondersi in una cantina in attesa di un cambiamento.